# Usenet
Usenet (ang. User Network) – ogólnoświatowy system grup dyskusyjnych, z którego można korzystać przez Internet.
Składa się on z tysięcy grup tematycznych, ułożonych w strukturę hierarchiczną.
Wiadomości przypominające pocztę elektroniczną użytkownicy wysyłają do serwerów Usenetu, a serwery tworzące sieć P2P automatycznie wymieniają je między sobą.
Czasem wiadomości są nazywane postami, z angielskiego to post – wywiesić informację, skąd a post – wiadomość umieszczona w Usenet.
Usenet rozwijał się w tym samym czasie co pierwsze listy dyskusyjne i BBS-y.
Podobnie jak listy dyskusyjne, Usenet umożliwia wymianę poglądów z grupą osób zainteresowanych danym tematem, niezależnie od ich miejsca przebywania.
Wiadomości są przechowywane na serwerach i nie są bezpośrednio wysyłane do zainteresowanych osób, lecz to osoby te muszą je sobie z serwera ściągać za pomocą odpowiedniego programu (czytnika news).
Nie istnieje potrzeba zapisywania się do grup dyskusyjnych, a posty nie „zaśmiecają” skrzynek pocztowych uczestników dyskusji.
Z kolei mechanizm przekazu jest zbliżony do FidoNet (później powstałej sieci BBS-ów) – serwery Usenetu działają zupełnie niezależnie, kontaktują się tylko celem wymiany wiadomości.
W odróżnieniu od FidoNet, Usenet nie ma żadnej hierarchii węzłów.
Pojęcie hierarchia Usenetu odnosi się do jego klasyfikacji tematycznej.
Trzema podstawowymi cechami odróżniającymi Usenet od innych tego rodzaju usług są:
- ogólnoświatowa powszechność – serwery Usenetu są z sobą w stałej łączności i stale wymieniają między sobą nadchodzące posty; każdy może pisać do każdej grupy, co chce, aczkolwiek niektóre grupy są moderowane, tj. nadchodzące posty są dopuszczane na grupę po sprawdzeniu, czy ich zawartość dotyczy tematu danej grupy i nie narusza netykiety;
- ścisła hierarchia grup tematycznych – grupy tworzą hierarchię, która jest jednakowa na wszystkich serwerach, gdyż inaczej nie można by wymieniać między serwerami postów;
- publiczna własność całej usługi – usługa nie jest obsługiwana przez żadną firmę czy organizację; jej zarządzanie przypomina zarządzanie całym Internetem – serwer Usenetu może uruchomić każdy, o ile spełni elementarne, techniczne wymogi i zobowiąże się przestrzegać netykiety; w gestii administratora serwera news leży, jakie grupy i komu chce udostępnić.

## Struktura grup tematycznych
Struktura grup tematycznych jest „sercem” całej usługi. Grupy są posortowane w formie drzewa hierarchicznego, kolejne piętra drzewa są oddzielone w nazwie kropką. Np. grupy sci – to grupy poświęcone poszczególnym działom nauki. Grupa sci.chem – to ogólna grupa chemiczna, sci.chem.org – to grupa poświęcona chemii organicznej.
Ogólne nazwy 8 podstawowych gałęzi grup (tzw. BIG8):
- sci.* – nauka, np. sci.physics
- soc.* – nauki i sprawy społeczne, np. soc.culture.polish
- humanities.* – sprawy związane z naukami humanistycznymi
- comp.* – komputerową, np. comp.linux
- news.* – dyskusje na temat samego Usenetu
- rec.* – rekreacja i sport, np. grupa o rowerach: rec.bicycles
- misc.* – tematy różne, nie mieszczące się w poprzednich gałęziach, np. szydełkowanie lub hodowla kanarków
- talk.* – dyskusje i plotki na tematy kontrowersyjne bądź nie mieszczące się w poprzednich gałęziach

Grupy z ogólnymi nazwami tworzą ogólnoświatową hierarchię grup, która jest dostępna na wszystkich serwerach na całym świecie i na których pisze się wyłącznie po angielsku.
Zakładanie i kasowanie grup w tej hierarchii odbywa się drogą głosowania. Osoba zainteresowana założeniem danej grupy wysyła post rozpoczynający oficjalnie procedurę głosowania, po czym każdy użytkownik usenetu może się wypowiedzieć, czy chce, aby dana grupa powstała, czy nie. Jeśli liczba głosów na tak jest wystarczająca (ile tych głosów musi być, jest zależne od miejsca w hierarchii, w którym chcemy daną grupę utworzyć) i nie ma zbyt wiele głosów przeciwko, to grupa jest oficjalnie tworzona i dołączana do drzewka hierarchii.
Poza główną hierarchią istnieją też:
- Hierarchie narodowe. Są one związane z poszczególnymi krajami, ich nazwy zaczynające się przedrostkiem skrótu danego kraju, np. hierarchia pl.* dla grup polskojęzycznych. Wewnątrz gałęzi grup narodowych są podgałęzie z przedrostkami wzorowanymi na hierarchii głównej (np. comp, hum, rec, sci, soc, misc, news). Przykładowo polskojęzyczna grupa poświęcona chemii to: pl.sci.chemia. Zasady zakładania i kasowania grup są tu podobne do zasad w hierarchii głównej. Grupy narodowe są zwykle dostępne przede wszystkim na serwerach wewnątrz danego kraju, jednak każdy administrator każdego serwera usenetu może je w każdej chwili dołączyć do swojej listy np. na prośbę kilku użytkowników.
- Hierarchie lokalne. Zwykle są one utrzymywane na jednym serwerze NNTP, a tematyka grup jest związana z działalnością właściciela serwera. Przykładowo w hierarchii microsoft.public.* są grupy związane tematycznie z produktami firmy Microsoft.
- Hierarchie alternatywne alt.* i free.*. W tych hierarchiach zasady są bardziej liberalne – praktycznie każdy może założyć własną grupę, ale też każdy może ją skasować. Jest to zatem miejsce dla grup, które nie zostałyby zaakceptowane w innych hierarchiach. W rezultacie jest tam duży bałagan i z tego powodu na wielu serwerach news nie są one trzymane lub czas przechowywania artykułów jest bardzo krótki. Wewnątrz hierarchii alternatywnych powstały podhierarchie narodowe (np. alt.pl.*) i na odwrót – hierarchie alternatywne znajdują się czasem wewnątrz hierarchii narodowych.

## Historia Usenetu
Usenet, będący obecnie usługą internetową, jest niewiele młodszy od Internetu i początkowo rozwijał się zupełnie od niego niezależnie (głównie używając łączy UUCP).
Jego protoplastą była mała sieć oparta na serwerach na Uniwersytecie Duke i Uniwersytecie Północnej Karoliny połączonych razem zwykłą linią modemową, stworzoną przez Toma Truscotta i Jima Ellisa w 1979 roku. Oprogramowanie serwera zbierającego wiadomości i protokół przesyłu wiadomości między serwerami były autorstwa Jima, podczas gdy cała idea hierarchicznie katalogowanych grup tematycznych i automatyczna wymiana postów między serwerami były pomysłem Toma.
Sieć zapoczątkowana na Uniwersytecie Duke rozrastała się w szybkim tempie. W 1981 roku było już ponad 150 serwerów i kilka tysięcy użytkowników rozsianych po całych Stanach Zjednoczonych.
Po wejściu w 1982 roku Uniwersytetu Duke do programu Arpanet, będącego początkiem rozwoju Internetu, serwer news tego uniwersytetu został podłączony do sieci opartej na protokole TCP/IP i wszyscy użytkownicy Arpanetu mogli zacząć z niego korzystać. Serwer ten był jednocześnie nadal podłączony zwykłymi liniami modemowymi do tych serwerów, które jeszcze nie zostały podłączone do Arpanetu. Od tego momentu datuje się gwałtowny rozwój Usenetu.
W 1992 roku powstał pierwszy polski serwer news: cocos.fuw.edu.pl zarządzany przez Michała Jankowskiego.
W 1998 roku było już 11 tys. serwerów i wysyłano ok. 18 tys. postów dziennie. Późniejsze dane nie są już dostępne ze względu na internacjonalizację tej sieci. Szacuje się, że obecnie jest wysyłanych ok. miliona postów dziennie, osób czytających systematycznie rozmaite grupy jest ok. 20–30 milionów, a na całym świecie jest ok. 100 000 serwerów.
Po rozdzieleniu Arpanetu na sieć wojskową i cywilną (Internet), Usenet stał się jedną z „naturalnych” usług tej sieci.
Od początku XXI wieku obserwuje się sukcesywne zmniejszanie zainteresowania Usenetem, skutkujące odchodzeniem operatorów od utrzymywania serwerów.

## Problemy prawne
Jak każda technologia komunikacyjna, Usenet może być narzędziem łamania praw autorskich. Muzyka, filmy lub programy mogą być kodowane jako tekstowe posty i wysyłane do serwera newsów, który następnie wyśle je do kolejnych serwerów na całym świecie, gdzie mogą być pobrane przez zainteresowane osoby z najbliższego im serwera. Takie działania przedstawiają problem prawny i techniczny (ze względu na dużą objętość generowanych w tym procesie plików), i stały się kolejnym argumentem, dla którego grupy alt.* nie są dostępne na wielu serwerach lub przechowywane są tylko bardzo krótko.